# Asediul Krujei (1450)
Primul asediu al Krujei a avut loc în 1450 când o armată otomană de aproximativ 100.000 de ostași a asediat orașul albanez. Liga de la Lezha, condusă de Skanderbeg, era pe atunci demoralizată în urma pierderii cetăților Svetigrad și Berat între 1448 și 1450. Cu toate acestea, la îndemnul lui Skanderbeg și cu ajutorul preoțimii care relatau despre viziuni prevestitoare de victorie, albanezii au fost motivați să apere cu orice preț capitala ligii, Kruja. Skanderbeg a încredințat apărarea orașului unei garnizoane de 4.000 soldați sub comanda locotenentului său de încredere, Vrana Konti (contele Vrana), iar el însuși împreună cu restul trupelor sale a hărțuit taberele otomane din jurul Krujei și a atacat caravanele de aprovizionare ale armatei lui Murad al II-lea. Fiind lovită de epidemii și cu moralul la pământ tabăra otomană era deja dezorganizată în septembrie. Liderii turci au ajuns la concluzia că Kruja nu putea fi cucerită cu forța armelor, au ridicat asediul și s-au îndreptat spre Edirne (Adrianopol). Murad al II-lea a murit puțin mai târziu, în iarna dintre anii 1450 și 1451, și a fost succedat de fiul său, Mehmed al II-lea.

## Campaniile din 1448 și începutul lui 1450
După tentativele eșuate ale mai multor căpitani otomani de a cuceri Albania, la 14 mai 1448 Murad al II-lea a început asedierea cetății Svetigrad (se presupune că ar fi orașul Demir Hisar de astăzi) în fruntea a 80.000 de ostași. Cetatea era un punct strategic important deoarece controla drumurile dintre Macedonia și Albania. O mică garnizoană formată din albanezi, bulgari și alți europeni a rămas să apere cetatea, în timp ce Skanderbeg hărțuia tabăra otomană din afară. După ce otomanii au otrăvit fântânile, însă, un grup de apărători a deschis porțile și le-a dat voie turcilor să preia controlul asupra cetății. Sultanul s-a retras din Albania și Skanderbeg a încercat să recucerească Svetigradul, asediind-o începând cu 23 septembrie 1448, dar după mai multe asalturi nereușite a hotărât să se retragă. La începutul anului 1450 pașaua Gjirokastrei a cucerit cetatea Berat în urma unui atac de noapte, ceea ce l-a determinat pe Gjergj Arianiti să părăsească alianța acestuia cu Skanderbeg.

## Preludiu

### Moralul albanez înainte de asediu
Moralul albanezilor a căzut la pământ după înfrângerile din ultimii ani. Când turcii au pornit spre Kruja la 5 aprilie 1450, oamenii au pretins că au văzut îngeri și heruvimi zburând deasupra Albaniei. Skanderbeg însuși a afirmat că a primit o viziune în care Sf. Gheorghe i-a înmânat o sabie de foc pentru ”a distruge dușmanii religiei adevărate (creștinism)”. Acest discurs împreună cu multe alte viziuni ale preoțimii i-au motivat pe ostașii albanezi să lupte|.

### Dispunerea forțelor albaneze

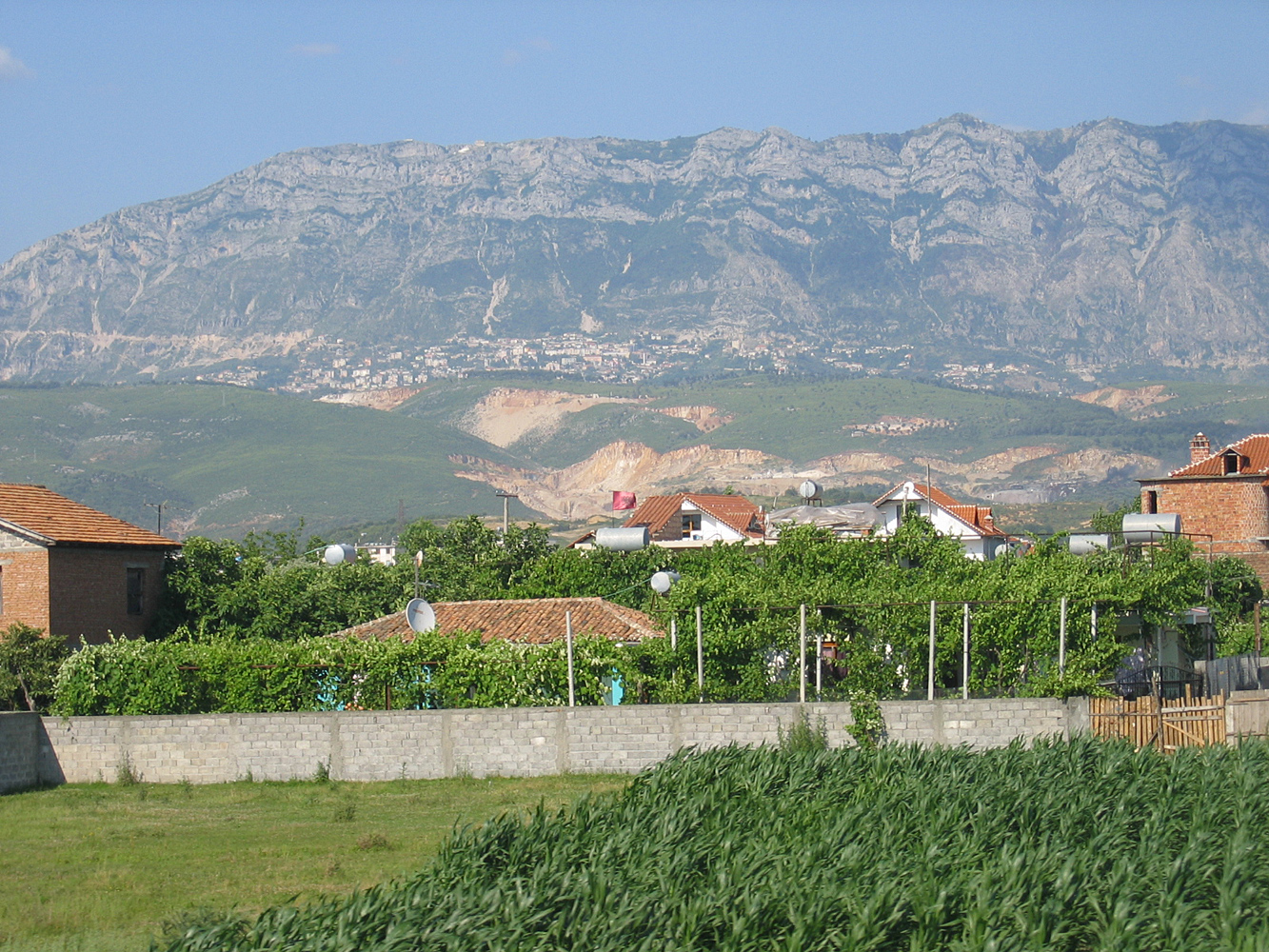
Muntele Tumenishta (Skenderbeu) văzut din Fushë-Kruja

Înainte de începerea asediului Skanderbeg a ieșit din Kruja împreună cu 8.000 de soldați - mulți dintre ei slavi, italieni, francezi și germani. Dintre aceștia 2.000 erau infanteriști, iar 6.000 erau cavaleri. Ei au găsit o poziție avantajoasă pe muntele Tumenishta (în prezent muntele Skënderbeu) de unde urmau să-i atace pe otomani. În Kruja au rămas 4.000 de soldați sub comanda lui Vrana Konti. Vrana avea și el câțiva germani, italieni și francezi printre trupele sale, cărora le-a explicat importanța acestui asediu înainte de a-i trimite să-și ocupe pozițiile. Cetatea avea resurse suficiente pentru a rezista unui asediu de 16 luni. Femeile și copiii au fost trimiși în orașele controlate de venețieni, iar ceilalți au primit ordinul să-și ardă culturile agricole și să se retragă în munți și cetăți.

### Dispunerea forțelor otomane
Murad a ajuns în fața cetății la 14 mai în fruntea unei armate de 100.000 de ostași, dintre care 60.000 cavaleri. Sultanul i-a propus lui Vrana să predea cetatea, dar acesta a refuzat. Murad apoi i-a indicat armatei sale să toarne zece tunuri, dintre care unul putea lansa ghiulele de 180 kg, iar altul - de 90 kg. În ciuda puterii de foc, pozițiile turcești se aflau în dezavantaj având în vedere că Kruja ”era aproape o parte integră a muntelui în care a fost construită”. Tunurile puteau trage de 2-3 ori pe zi și nu erau exacte. Două tunuri mari și patru mici au fost plasate dinspre Tirana, iar restul au fost îndreptate înspre poarta principală.

## Asediul

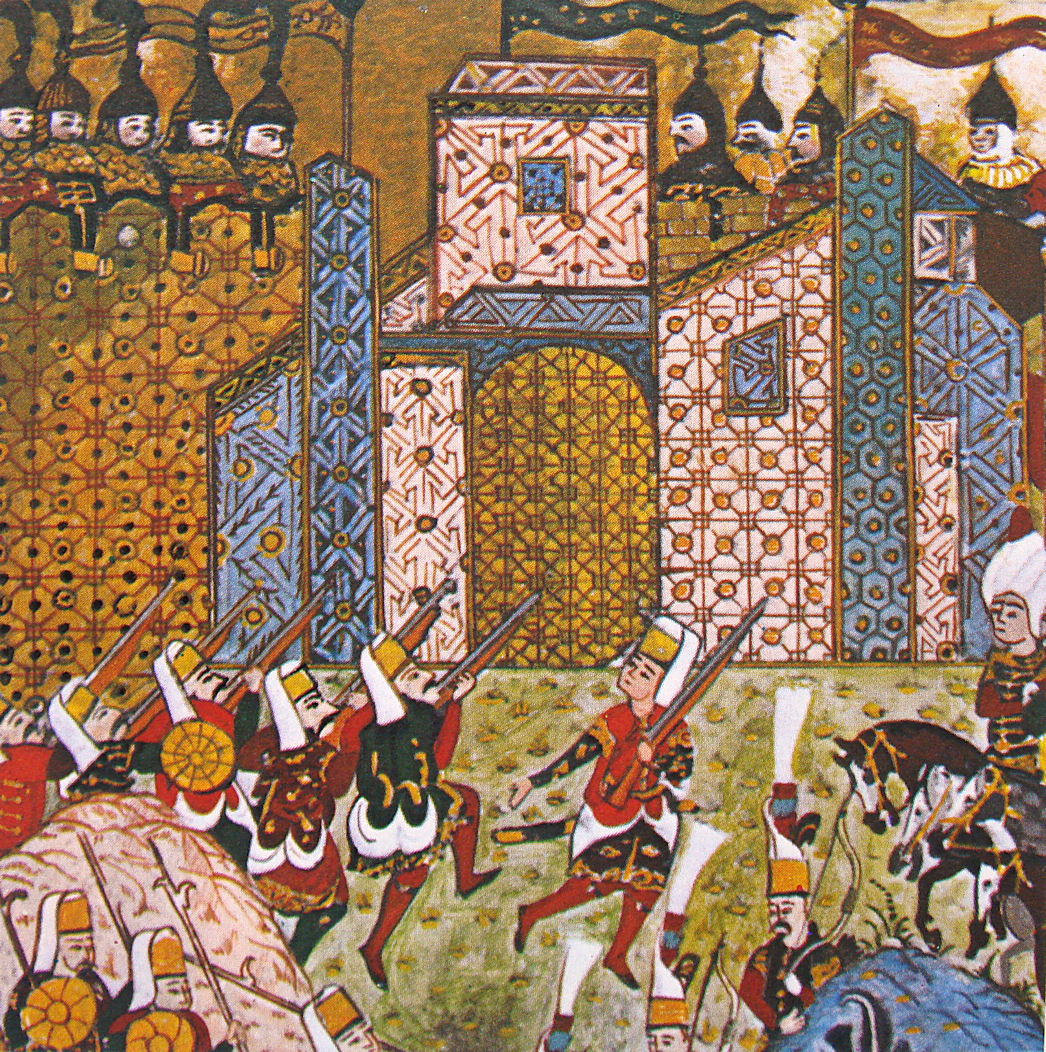
Ieniceri otomani în timpul unui asediu.

### Faza întâi
Murad a tras în cetate timp de patru zile până când a apărut în sfârșit o breșă în ziduri. Sultanul credea că deține avantajul și a ordonat trupelor să pătrundă în interior. Garnizoana a reușit să respingă atacul, obținând astfel răgaz pentru a repara zidurile. Murad, temându-se de un contraatac din partea lui Skanderbeg, a trimis o patrulă de cercetași în direcția munților pentru a identifica din timp orice astfel de încercare. Skanderbeg a reușit totuși să efectueze un raid asupra taberei otomane în amurg, ucigând câteva sute de oameni, capturând sau distrugând o parte din proviziile turcești. El însuși a fost aproape de a-și pierde viața. Când s-a întors împreună cu trupele sale ”scutul său era atât de stricat încât nu-i puteai desluși forma”. Incursiunea l-a costat pe Skanderbeg zece vieți și mai mulți răniți. Asaltul a continuat însă, tunurile reluându-și bombardamentul din când în când. Pe de altă parte apărătorii nu au întâmpinat mari dificultăți. Șaizeci dintre ei au spart asediul pentru a cauza cât mai multe daune, în timp ce restul au respins toate încercările turcilor de a pătrunde în interior. Principala forță de atac a venit din direcția Tiranei, acolo unde turcii au suferit cele mai mari pierderi.

### Faza a doua

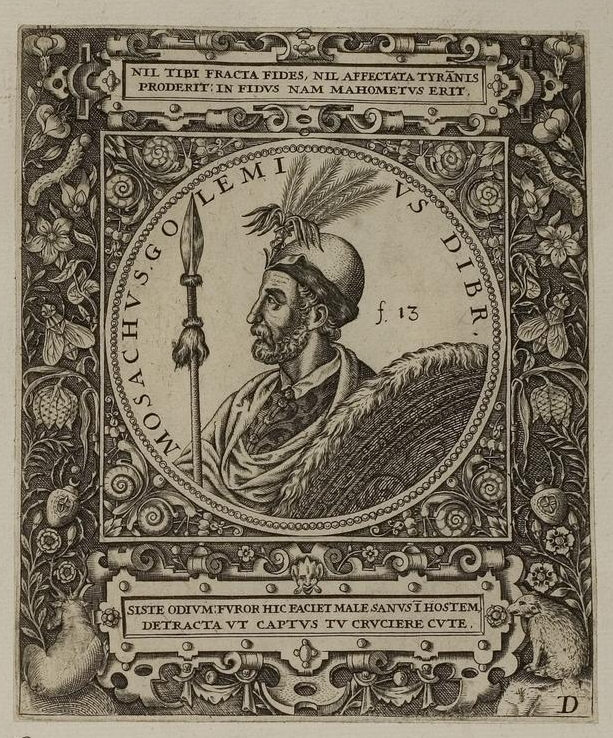
Moisi Arianit Golemi

Otomanii au început al doilea asalt încercând să treacă prin poartă cu ajutorul lăncilor. Atacatorii au fost forțați să se retragă după ceva timp din cauza pierderilor mari și în următoarele două zile Murad a stat la sfat cu toți generalii săi. Împiedicarea altor atacuri surpriză din partea lui Skanderbeg a fost considerată de primă importanță. Astfel, aceștia au plasat o forță adițională de soldați sub comanda prințului Mehmed în zona în care a avut loc primul atac. Moisi Arianit Golemi a simulat un atac în fruntea a 500 de cavaleri și turcii au sunat imediat alarma. Între timp Skanderbeg și trupele sale au înconjurat tabăra și au atacat-o acolo unde otomanii se așteptau cel mai puțin, reușind să se retragă înainte ca aceștia din urmă să organizeze un contraatac. În urma acestei incursiuni unele tunuri au fost îndreptate spre exterior, acolo de unde credeau că putea ataca Skanderbeg. Un detașament mare al cavaleriei turcești a fost trimis pe urmele albanezilor până când au ajuns la gura râului Ishëm, după care s-au întors la Kruja.
În lipsa lui Skanderbeg otomanii au mai încercat un asalt major asupra cetății, dar din neatenție tunurile lui Murad au ajuns să tragă în propriii lui soldați și atacul a fost oprit. Un alt eșec a fost încercarea de a mina fortăreața deoarece aceasta era construită direct în stâncă. Rezervele de alimente erau pe sfârșite și ambele armate au primit provizii din Veneția. Atacurile ulterioare ale turcilor nu au înregistrat niciun succes. Armata otomană avea deja mulți morți și răniți, în timp ce forțele lui Skanderbeg au pierdut numai 1000 de ostași, iar Moisi Golemi și Tanush Thopia au reușit să mai strângă câteva mii de oșteni. Forțele albaneze erau acum împărțite între cei trei comandanți. Odată ce Skanderbeg a pornit înspre tabără, turcii au strâns 8.000 de oameni pentru a-l înfrunta. Liderul albanez a început atunci să se retragă încet cu scopul de a-i momi pe aceștia într-o capcană la poalele dealurilor. Între timp Moisi Golemi și Tanush Thopia au atacat tabăra. În dimineața următoare (25 iulie) Skanderbeg a înconjurat și a zdrobit complet forțele turcești trimise împotriva lui, iar în ziua următoare, el a fost văzut pe stâncile deasupra Krujei împreună cu Vrana Konti, ceea ce l-a surprins pe Murad.

### Faza finală
După ce Vrana s-a întors în cetate, un pașă a fost ales să ducă tratative cu acesta. El i-a adus multe daruri prețioase și a încercat să-l convingă că Murad ar fi un stăpân mult mai convenabil și că asediul era aproape pe sfârșite, dar Vrana a refuzat să se predea. Ca răspuns a fost declanșat un nou atac otoman. Între timp, Murad a trimis un alt sol pentru a-l convinge pe Skanderbeg să capituleze, oferindu-i anual 10.000 de coroane. Acesta a refuzat și el, zicând: ”Nu, chiar dacă Murad s-ar împărți cu mine și m-ar face co-partener al întregului său imperiu, nu voi răbda niciodată ca numele Albaniei să fie murdărit și necinstit de această pată a rușinii și nemerniciei”. Asediul a continuat și situația albanezilor părea disperată, așa încât la 14 octombrie Skanderbeg a oferit Kruja venețienilor, amenințând că o va lăsa să cadă în mâinile turcilor dacă nu o acceptă. După ce Murad a ridicat asediul și s-a retras la 26 octombrie a venit și răspunsul venețienilor, aceștia respingând propunerea lui, oferind în schimb ajutor să amelioreze relațiile albanezilor cu Poarta.

## Consecințe
Asediul a lăsat în urmă 20.000 de morți de partea otomanilor și 1.000 de partea albanezilor. Marin Barleti a susținut că Murad a fost răpus de o boală la zidurile Krujei, dar de fapt acesta a murit în Edirne în 1451. Sultanul s-a retras din Albania fiindcă se temea să nu piardă și mai mulți oameni din cauza iernii care se apropia. Totuși, însăși retragerea a cauzat moartea a mii de ostași otomani, aceștia fiind hărțuiți constant de milițiile locale albaneze.
Resursele lui Skanderbeg erau aproape epuizate. Acesta a plecat la Ragusa pentru a cere asistență, iar diplomații de acolo l-au informat pe papa Nicolae al V-lea. Căpătând ajutor financiar, Skanderbeg a reușit să țină orașul Kruja și să-și restabilească majoritatea teritoriilor. Succesul acestuia a fost lăudat de curțile Europei; ambasadori din Roma, Neapole, Ungaria și Burgundia au venit să-l viziteze. Ulterior, la 26 martie 1451, Skanderbeg a devenit vasalul lui Alfonso al V-lea, fapt consemnat prin Tratatul de la Gaeta. Aceasta i-a permis să obțină oamenii și proviziile de care avea nevoie din partea coroanei de Aragon.
Potrivit legendei, într-o noapte din timpul asediului Skanderbeg a trimis o turmă de capre înspre tabăra otomană, cu lumânări aprinse pe fiecare corn. Turcii au crezut că este un atac al albanezilor și s-au mișcat să-i intercepteze. După ce aceștia au avansat destul, Skanderbeg a lansat un atac surpriză împotriva lor, zdrobindu-i complet. După sfârșitul asediului Skanderbeg a decis să comemoreze această victorie făurind un coif cu vârful în forma unui cap de capră.

## Moștenire
Renumitul poet albanez, Naim Frashëri, a scris despre cum asediul Krujei a salvat Europa de la o invazie otomană. În prezent acțiunile din timpul asediului sunt un subiect de mândrie pentru albanezi. Muzeul Skanderbeg din Kruja expune publicului multe obiecte legate de acesta; filmul Skënderbeu (1953) reprezintă și el evenimentele din timpul asediului. Conflictul militar a stat la baza romanului ”Asediul” de scriitorul albanez Ismail Kadare.